# Pasquale Cati

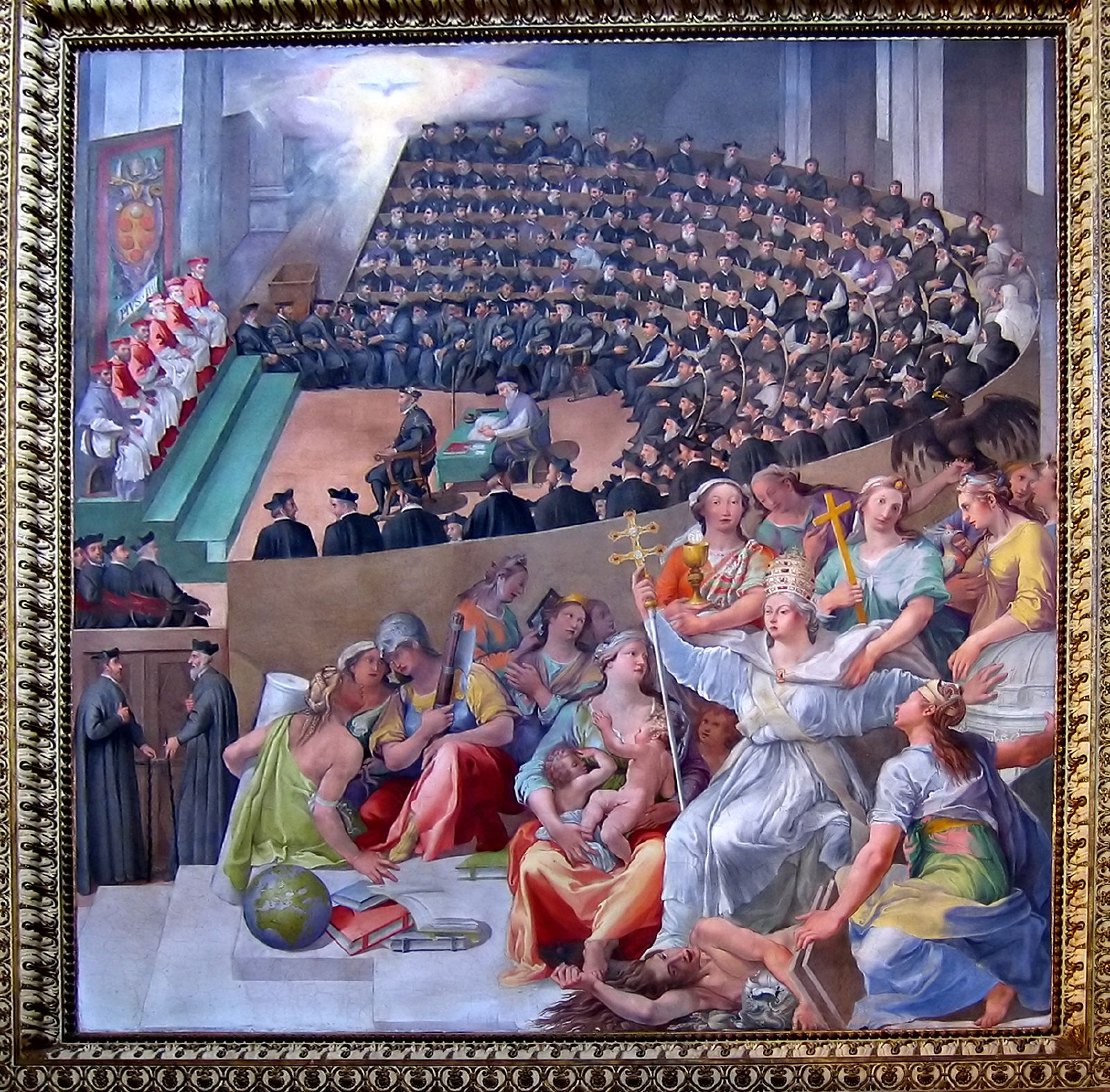
El concilio de Trento (1588), Santa Maria in Trastevere, Roma.

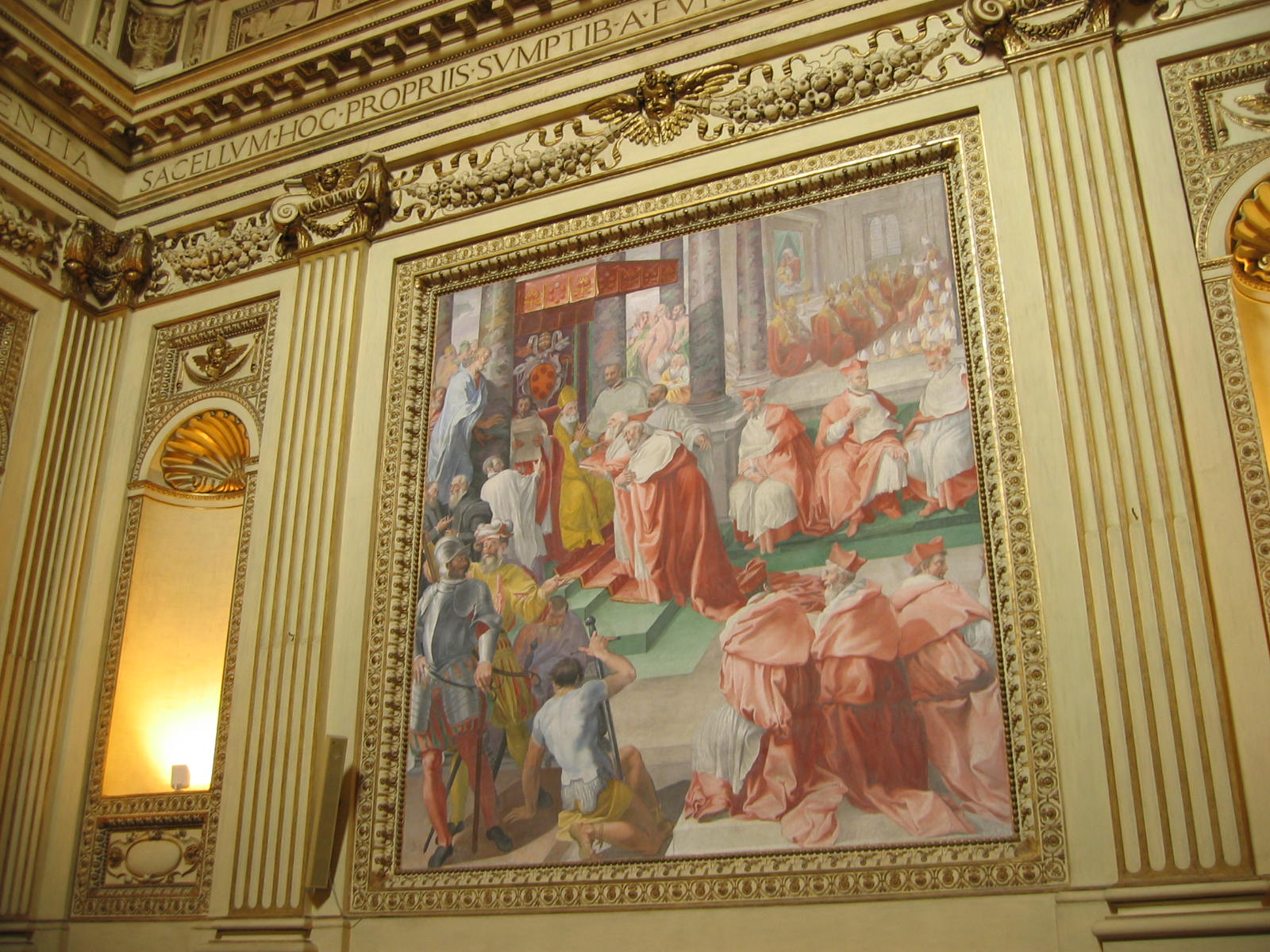
El papa Pío IV promulgando la bula "Benedictus Deus" (1588), fresco, capilla Altemps.

Pasquale Cati (hacia 1520-hacia 1620) fue un pintor manierista italiano activo principalmente en Roma. Nacido en Jesi, Cati se trasladó a Roma, donde era conocido como seguidor, si no fue alumno, de Miguel Ángel y más tarde de Federico Zuccaro. 
Entre sus obras se encuentran los frescos de la capilla Remigio de San Luis de los Franceses, frescos que representan la vida del santo titular en la Iglesia de San Lorenzo in Panisperna, y en las paredes y la bóveda de la capilla Altemps en la Basílica de Santa María en Trastevere. También es conocido por una pintura que representa al clero reunido en el Concilio de Trento.
Cati fue uno de los pintores que durante el papado de Gregorio XIII participaron en la pintura del techo de la Galleria Geográfica. Los mapas en la pared habían sido pintados por Ignazio Danti, pero las decoraciones del techo se realizaron por un equipo de pintores dirigido por Girolamo Muziano, que incluía a Pasquale Cati, Raffaellino da Reggio, París Nogari, Ottaviano Mascherini, Marco da Faenza, Giovanni da Modena, Girolamo Massei, Giacomo Sementa, Lorenzino da Bologna, Antonio Danti, Antonio Tempesta y Paul Brill.
El historiador del arte Luigi Lanzi se ocupa brevemente de él como de un pintor inagotable de ese tiempo, aunque de estilo un poco afectado. Giovanni Baglione, por su parte, lo menciona en sus biografías.